# Finlândia nos Jogos Olímpicos de Verão de 2012
A Finlândia competiu nos Jogos Olímpicos de Verão de 2012, que aconteceram na cidade de Londres, no Reino Unido, de 27 de julho até 12 de agosto de 2012.

## Desempenho

### Atletismo
Masculino
| Atleta     | Evento          | Preliminar | Preliminar | Quartas-de-final | Quartas-de-final | Semifinal | Semifinal | Final       | Final       |
| Atleta     | Evento          | Marca      | Posição    | Marca            | Posição          | Marca     | Posição   | Marca       | Posição     |
| ---------- | --------------- | ---------- | ---------- | ---------------- | ---------------- | --------- | --------- | ----------- | ----------- |
| Osku Torro | Salto em altura | 2,21m      | 16º        |                  |                  |           |           | Não avançou | Não avançou |

### Badminton
Masculino
| Atleta     | Prova   | Ronda dos 64           | Ronda dos 32           | Ronda dos 16           | Quartos-finais         | Semifinais             | Final                  | Final |
| Atleta     | Prova   | Adversário e resultado | Adversário e resultado | Adversário e resultado | Adversário e resultado | Adversário e resultado | Adversário e resultado | Pos.  |
| ---------- | ------- | ---------------------- | ---------------------- | ---------------------- | ---------------------- | ---------------------- | ---------------------- | ----- |
| Ville Lång | Simples |                        |                        |                        |                        |                        |                        |       |

### Halterofilismo
Masculino
| Atleta            | Evento | Arranque (kg) | Arremesso (kg) | Total (kg) | Posição |
| ----------------- | ------ | ------------- | -------------- | ---------- | ------- |
| Miika Antti-Roiko | -94kg  | 140,0         | 180,0          | 320,0      | 19º     |

### Natação
Masculino
| Atletas             | Evento     | Eliminatórias | Eliminatórias | Semifinal   | Semifinal   | Final       | Final       |
| Atletas             | Evento     | Tempo         | Posição       | Tempo       | Posição     | Tempo       | Posição     |
| ------------------- | ---------- | ------------- | ------------- | ----------- | ----------- | ----------- | ----------- |
| Ari-Pekka Liukkonen | 50 m livre | 22s57         | 25º           | Não avançou | Não avançou | Não avançou | Não avançou |

Feminino
| Atletas             | Evento          | Eliminatórias | Eliminatórias | Semifinal   | Semifinal   | Final       | Final       |
| Atletas             | Evento          | Tempo         | Posição       | Tempo       | Posição     | Tempo       | Posição     |
| ------------------- | --------------- | ------------- | ------------- | ----------- | ----------- | ----------- | ----------- |
| Hanna-Maria Seppälä | 100 m livre     | 54s93         | 18º           | Não avançou | Não avançou | Não avançou | Não avançou |
| Hanna-Maria Seppälä | 200 m livre     | 2min04s21     | 32º           | Não avançou | Não avançou | Não avançou | Não avançou |
| Jenna Laukkanen     | 100 m peito     | 1min09s92     | 34º           | Não avançou | Não avançou | Não avançou | Não avançou |
| Jenna Laukkanen     | 200 m peito     | 2min31s23     | 32º           | Não avançou | Não avançou | Não avançou | Não avançou |
| Emilia Pikkarainen  | 100 m borboleta | 59s55         | 29º           | Não avançou | Não avançou | Não avançou | Não avançou |
| Emilia Pikkarainen  | 200 m borboleta | 2min13s81     | 27º           | Não avançou | Não avançou | Não avançou | Não avançou |
| Emilia Pikkarainen  | 200 m medley    | 2min17s66     | 33º           | Não avançou | Não avançou | Não avançou | Não avançou |
| Noora Laukkanen     | 400 m medley    | 4min53s54     | 33º           |             |             | Não avançou | Não avançou |

### Tiro
Masculino
| Atleta       | Evento                | Qualificação | Qualificação | Final       | Final       | Posição |
| Atleta       | Evento                | Placar       | Posição      | Placar      | Total       | Posição |
| ------------ | --------------------- | ------------ | ------------ | ----------- | ----------- | ------- |
| Kai Jahnsson | Pistola de ar de 10 m | 583          | 7º           | 96.1        | 679.1       | 8°      |
| Kai Jahnsson | Pistola livre 50 m    | 552          | 26º          | Não avançou | Não avançou | 26º     |

Feminino
| Atleta       | Evento                | Qualificação | Qualificação | Final       | Final       | Posição |
| Atleta       | Evento                | Placar       | Posição      | Placar      | Total       | Posição |
| ------------ | --------------------- | ------------ | ------------ | ----------- | ----------- | ------- |
| Mira Suhonen | Pistola de ar de 10 m | 377          | 32º          | Não avançou | Não avançou | 32º     |